# Le Petit Livre Rouge des Femmes
Le Petit Livre Rouge des Femmes est un livre collectif rédigé et publié en 1972 par un groupe de féministes déterminées, très actives dans la deuxième vague du féminisme en Belgique. Il analyse la situation des femmes et exprime leurs souhaits et aspirations. Le Petit Livre Rouge rencontre un grand succès et devient une publication emblématique du mouvement du néo-féminisme belge. Ses analyses sont toujours très actuelles[Quand ?].

## Histoire
Marie Denis envisage de publier un livre sur les femmes pour faire connaître les idées du féminisme à un grand nombre de femmes. Pour faire avancer son projet, elle contacte Jeanne Vercheval, fondatrice des Marie Mineur et Suzanne Van Rokeghem, une journaliste. Peu à peu, ce noyau initial s’élargit. D'autres femmes, de tous âges et de toutes tendances, se joignent au groupe de rédaction, représentant les principales associations féministes, comme Dolle Mina, le Front de Libération de la Femme, les Marie Mineur, le Groupe d'action pour la libération des femmes... Une première rencontre a lieu le 22 juin 1971 chez Marthe Van de Meulebroeke, une enseignante engagée pour l'égalité des salaires et rassemble une quinzaine de femmes.
Le titre fait référence au Petit Livre rouge de Mao Tsé-toung, qu'on croyait alors féministe, et surtout au petit livre rouge des écoliers et des lycéens paru précédemment. Le ton est assez virulent, imprégné des idées de mai 1968. La préface annonce que le livre s'adresse à toutes les femmes, mais n'est pas dirigé contre les hommes. C'est la société qui est en cause.
Le Petit Livre Rouge dénonce les injustices faites aux femmes, expose les idées des différentes associations féministes, propose des analyses économiques, des histoires en images (d'Anne Thyrion). Il aborde aussi les questions touchant au corps et à la sexualité, le droit au plaisir. Des pages entières sont consacrées à la présentation des organes génitaux de la femme, aux cycles, aux méthodes contraceptives parce que, pour être maître de son corps, il faut le connaître. Le droit à l'avortement, qui est une des grandes revendications de l'époque, tient une place importante dans le livre qui comporte aussi une liste des centres de planning familial de tout le pays. À cette époque, la loi de 1926 interdisant de faire de la publicité pour la contraception est encore en vigueur, le livre enfreint la loi et risque d'être saisi.
En juin 1972, le manuscrit est prêt. Chantal De Smet, qui a participé à l’élaboration du manuscrit, en réalise l’édition flamande, sous un plus petit format, Het rode boekje van de vrouw. Elle connaîtra également un grand succès. 
Le Petit Livre Rouge de 48 pages, format 21,5 × 27,5 cm, est édité par les Éditions Vie Ouvrière et vendu 40 FB. Antoinette Sturbelle en est la graphiste. Le recueil est présenté à la presse en octobre 1972 et vendu lors de la première journée de la femme organisée en Belgique le 11 novembre 1972. Les 15 000 exemplaires sont écoulés le jour même ; il est réédité au moins trois fois.